# Joan Maie Freeman
Joan Maie Freeman (Perth, 7 de gener de 1918 - Oxford, 18 de març de 1998) va ser una física australiana.

## Biografia
Joan Maie Freeman va néixer a Perth (Austràlia) el 7 de gener de 1918. La seva família es va mudar a Sydney el 1922 i va assistir a l'escola primària de nenes de l'Església d'Anglaterra de Sydney. Sent encara una nena, va prendre classes nocturnes al Sydney Technical College. L'escola va ocultar la seva assistència als inspectors, ja que pensaven que una nena de la classe es reflectiria negativament en la universitat.
Va completar el seu Examen de Certificat Intermedi i va obtenir un lloc a la Universitat de Sydney el 1936. Freeman va estudiar matemàtiques, química, física i zoologia, i sovint era l'única dona; de fet, l'escola estipulava que calia deixar un lloc vacant entre dones i homes en una sala d'actes. Va rebre el seu BSc el 1940 i una Beca d'Investigació del Commonwealth per continuar el seu màster.

## Carrera
Freeman va ocupar un lloc al Laboratori de Radiofísica de l'Organització d'Investigació Científica i Industrial del Commonwealth com a oficial de recerca al juny de 1941. Va investigar el radar durant la Segona Guerra Mundial. Acabada la guerra, Freeman es va dedicar a investigar la conducta de les descàrregues de gasos a baixa pressió en les freqüències de microones. L'Organització d'Investigació Científica i Industrial del Commonwealth li va atorgar una Beca Superior que li va permetre llegir la seva tesi doctoral a la Universitat de Cambridge a Anglaterra. Va assistir al Newnham College i després va estudiar partícules alfa de curt abast amb Alex Baxter, treballant en l'accelerador HT1.
Al 1951, Freeman es va convertir en Oficial Científic Superior en el Grup Accelerador Tàndem d'Harwell. Més tard va dirigir el grup i va rebre la Medalla i el Premi Rutherford el 1976 amb Roger Blin-Stoyle, per la seva recerca de la beta-radioactivitat dels nuclis complexos. Va ser la primera dona en guanyar la Medalla Rutherford. Va rebre un doctorat honorari de la Universitat de Sydney i beques del Institute of Physics i l'American Physical Society. Es va retirar el 1978.
Freeman va escriure l'any 1991, el llibre A Passion for Physics. Es va casar amb John Jelley el 1958. Va morir a Oxford el 18 de març de 1998.